# سیارک ۲۲۸۰
سیارک ۲۲۸۰ (به انگلیسی: 2280 Kunikov، نامگذاری:1971SL2) دو هزار و دویست و هشتادمین سیارک کشف شده‌است که در ۲۶ سپتامبر ۱۹۷۱ کشف شد.
قدر مطلق سیارک برابر ۱۳٫۵۰ است.